# Affonso Arinos de Mello Franco
Affonso Arinos de Mello Franco (Belo Horizonte, 11 de novembro de 1930 – Rio de Janeiro, 15 de março de 2020) foi um diplomata, escritor e político brasileiro. Membro da Academia Brasileira de Letras.

## Biografia
Filho de Afonso Arinos de Melo Franco e Ana Guilhermina Rodrigues Alves Pereira. Conhecido como Afonso Arinos, filho.
Fez o curso de Bacharelado em Ciências Jurídicas e Sociais na Faculdade Nacional de Direito da Universidade do Brasil, atual UFRJ, entre 1949 e 1953; o curso de Preparação à Carreira de Diplomata no Instituto Rio Branco do Ministério das Relações Exteriores (1951-52); o curso de Doutorado, Seção de Direito Público, na Faculdade Nacional de Direito (1954-55); o curso de Aperfeiçoamento de Diplomatas no Instituto Rio Branco do Ministério das Relações Exteriores, em 1954; o curso do Instituto Superior de Estudos Brasileiros, no Ministério da Educação e Cultura, em 1955; o curso de Especialização em Política e Direito Internacional na Faculdade de Ciências Políticas e Sociais da Universidade Internacional de Estudos Sociais Pro Deo, em Roma, em 1958; o curso de Promoção Comercial no Centro de Comércio Internacional da Conferência das Nações Unidas para o Comércio e o Desenvolvimento e do Acordo Geral sobre Tarifas e Comércio, em Genebra, em 1968; o curso de Economia Teórica e Aplicada na Escola de Pós-Graduação em Economia do Instituto Brasileiro de Economia da Fundação Getúlio Vargas, em 1975; o Curso Superior de Guerra na Escola Superior de Guerra, em 1975; o Curso de Atualização da Escola Superior de Guerra, em 1980.
Iniciou a carreira de diplomata em 1952 na comissão de Organismos Internacionais da divisão de Atos, Congressos e Conferências Internacionais do Ministério das Relações Exteriores. Entre 1956 e 1959 foi segundo-secretário na embaixada do Brasil em Roma e entre 1963 e 1964, primeiro-secretário na embaixada do Brasil em Bruxelas. Depois serviu em Haia, Genebra, Washington e Porto.
Em 1979, foi promovido a ministro de primeira classe. Foi embaixador do Brasil na Bolívia, na Venezuela na Santa Sé (Vaticano) e na Holanda.
Paralelamente ao cargo de diplomata exerceu, no Brasil e no exterior, atividades jornalísticas e de divulgação cultural, legislativas e docentes. Foi colaborador e correspondente jornalístico para revistas e jornais brasileiros bem como para a Televisão Educativa, para a Rede Manchete e para a Enciclopédia do Brasil Ilustrada, 1977. Ele também ocupou a cadeira 29 da Academia Mineira de Letras.
No período de 1960 a 1962 foi deputado à Assembleia Constituinte e Legislativa do Estado da Guanabara, na qual atuou como membro da Comissão de Constituição e Justiça, em 1961, e como presidente da Comissão de Educação, em 1962. Entre 1964 e 1965, foi professor de Civilização Contemporânea no Departamento de Jornalismo do Instituto Central de Letras da Universidade de Brasília. Exerceu o mandato de deputado federal pelo Estado da Guanabara (1964 a 1966) tendo sido, nos anos de 1965 e 1966, membro da Comissão de Relações Exteriores da Câmara dos Deputados.
Morreu no dia 15 de março de 2020, aos 89 anos.

## Academia Brasileira de Letras
Foi eleito em 22 de julho de 1999, recebido em 26 de novembro do mesmo ano para tomar posse da cadeira que tem por patrono Hipólito da Costa, pelas mãos do acadêmico José Sarney.

## Obras
- Primo canto (Memórias da mocidade) (1976)
- Três faces da liberdade (1988)
- Atrás do espelho (Cartas de meus pais) (1994)
- Introdução ao Brasil Holandês (Dutch Brazil) (1995)
- Tempestade no altiplano (Diário de um embaixador) (1998)
- Adeuses, Ribeiro Couto e Afonso Arinos  (1999)
- Organização e introdução de Afonso Arinos no Congresso (Cem discursos parlamentares) (1999)
- Diplomacia independente: um legado de Afonso Arinos, Editora Paz e Terra S/A, São Paulo (2001)
- Perfis em alto-relevo (2002)
- Pelo sertão: histórias e paisagens (2006)
- Mirante (2006)
- Tramonto (2013)

## Condecorações e títulos honoríficos
- Grande Oficial da Ordem do Rio Branco (Brasil), 1979.
- Hóspede de Honra da Vila Imperial de Potosi (Bolívia), 1981.
- Hóspede Ilustre da Cidade de Cochabamba (Bolívia), 1981.
- Grã-cruz da Ordem do Condor dos Andes (Bolívia), 1982.
- Grã-cruz da Ordem do Rio Branco (Brasil), 1985.
- Ordem Francisco de Miranda, Primeira Classe (Venezuela), 1985.
- Grã-cruz da Ordem de Pio IX (Santa Sé), 1988.
- Grã-cruz da Ordem do Mérito de Malta (Ordem Soberana e Militar de Malta), 1989.
- Cidadão do Estado do Rio de Janeiro (Assembléia Legislativa do Estado do Rio de Janeiro), 1990.
- Grã-cruz da Ordem de Orange-Nassau (Países Baixos), 1994.
- Medalha de Mérito Pedro Ernesto (Câmara Municipal do Rio de Janeiro), 1999.
- Medalha de Merito della Dante di Nova Friburgo (Sociedade Cultural Dante Alighieri de Nova Friburgo), 2002.